# Hidroksimetilglutaril-KoA sintaza
Hidroksimetilglutaril-KoA sintaza (EC 2.3.3.10, (S)-3-hidroksi-3-metilglutaril-KoA acetoacetil-KoA-lijaza (KoA-acetilacija), 3-hidroksi-3-metilglutaril KoA sintetaza, 3-hidroksi-3-metilglutaril koenzim A sintaza, 3-hidroksi-3-metilglutaril koenzim A sintetaza, 3-hidroksi-3-metilglutaril-KoA sintaza, 3-hidroksi-3-metilglutaril-koenzim A sintaza, beta-hidroksi-beta-metilglutaril-KoA sintaza, HMG-KoA sintaza, acetoacetil koenzim A transacetase, hidroksimetilglutaril koenzim A sintaza, hidroksimetilglutaril koenzim A-condensing enzim) je enzim sa sistematskim imenom acetil-KoA:acetoacetil-KoA C-acetiltransferaza (tioestarska hidroliza, formiranje karboksimetila). Ovaj enzim katalizuje sledeću hemijsku reakciju
acetil-KoA + 2O + acetoacetil-KoA {\displaystyle \rightleftharpoons } ()-3-hidroksi-3-metilglutaril-KoA + KoA

## Literatura
- Nicholas C. Price; Lewis Stevens (1999). Fundamentals of Enzymology: The Cell and Molecular Biology of Catalytic Proteins (Third изд.). USA: Oxford University Press. ISBN 019850229X.
- Eric J. Toone (2006). Advances in Enzymology and Related Areas of Molecular Biology, Protein Evolution (Volume 75 изд.). Wiley-Interscience. ISBN 0471205036.
- Branden C; Tooze J. Introduction to Protein Structure. New York, NY: Garland Publishing. ISBN 0-8153-2305-0.
- Irwin H. Segel. Enzyme Kinetics: Behavior and Analysis of Rapid Equilibrium and Steady-State Enzyme Systems (Book 44 изд.). Wiley Classics Library. ISBN 0471303097.

## Spoljašnje veze
- Hydroxymethylglutaryl-CoA+synthase на 